# Маренго (переписна місцевість, Вісконсин)
Маренго (англ. Marengo) — переписна місцевість (CDP) в США, в окрузі Ешленд штату Вісконсин. Населення — 148 осіб (2020).

## Географія
Маренго розташоване за координатами 46°25′20″ пн. ш. 90°48′29″ зх. д. / 46.42222° пн. ш. 90.80806° зх. д. (46.422095, -90.808083).  За даними Бюро перепису населення США в 2010 році переписна місцевість мала площу 2,65 км², уся площа — суходіл.

## Демографія
Згідно з переписом 2010 року, у переписній місцевості мешкало 111 осіб у 44 домогосподарствах у складі 30 родин. Густота населення становила 42 особи/км².  Було 58 помешкань (22/км²).
Расовий склад населення:
| - 96,4 % — білих - 2,7 % — осіб інших рас |

До двох чи більше рас належало 0,9 %. Частка іспаномовних становила 3,6 % від усіх жителів.
За віковим діапазоном населення розподілялося таким чином: 25,2 % — особи молодші 18 років, 56,8 % — особи у віці 18—64 років, 18,0 % — особи у віці 65 років та старші. Медіана віку мешканця становила 36,3 року. На 100 осіб жіночої статі у переписній місцевості припадало 105,6 чоловіків;  на 100 жінок у віці від 18 років та старших — 107,5 чоловіків також старших 18 років.
Середній дохід на одне домашнє господарство  становив 51 932 долари США (медіана — 31 875), а середній дохід на одну сім'ю — 54 264 долари (медіана — 40 625). Медіана доходів становила 31 875 доларів для чоловіків та 18 125 доларів для жінок. За межею бідності перебувало 19,1 % осіб, у тому числі 18,2 % дітей у віці до 18 років та 0,0 % осіб у віці 65 років та старших.
Цивільне працевлаштоване населення становило 43 особи. Основні галузі зайнятості: будівництво — 27,9 %, освіта, охорона здоров'я та соціальна допомога — 23,3 %, виробництво — 14,0 %, оптова торгівля — 9,3 %.